# Jan Sivertsen
Pour les articles homonymes, voir Sivertsen.
Jan Sivertsen, né le 24 octobre 1951 à Frederiksberg au Danemark, est un artiste-peintre contemporain danois.
Il étudie à l'Académie royale des beaux-arts du Danemark à Copenhague de 1977 à 1982. Depuis 1982 il vit et travaille à Paris.